# Scopula rubraria
Scopula rubraria är en fjärilsart som beskrevs av Doubleday 1843. Scopula rubraria ingår i släktet Scopula och familjen mätare. Inga underarter finns listade.

## Bildgalleri

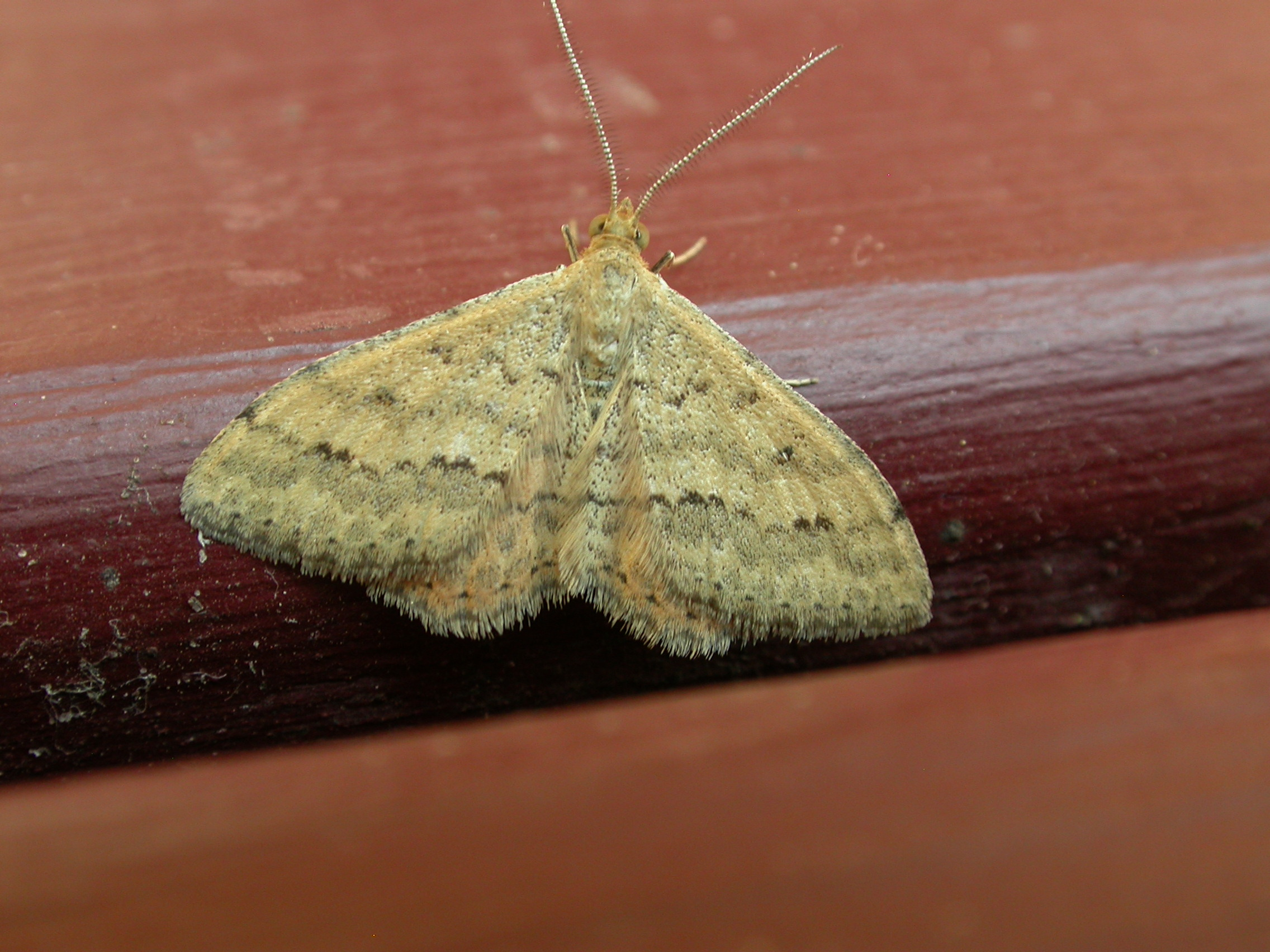
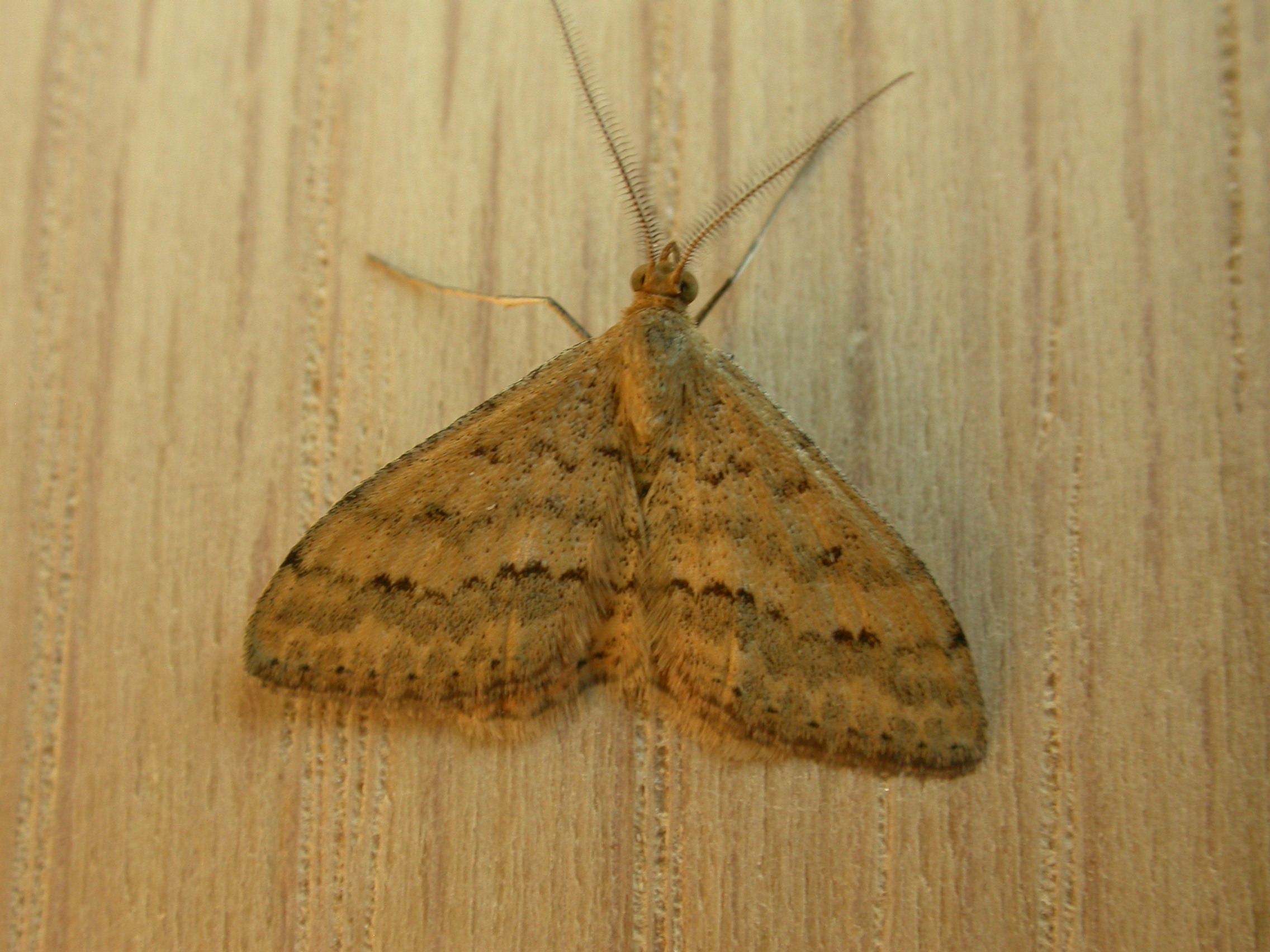
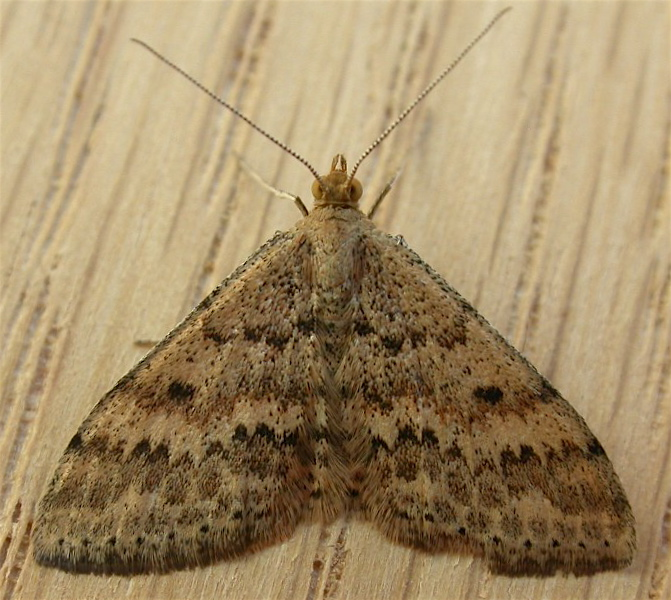